# Віконт Ґалвей

Герб віконтів Ґалвей.

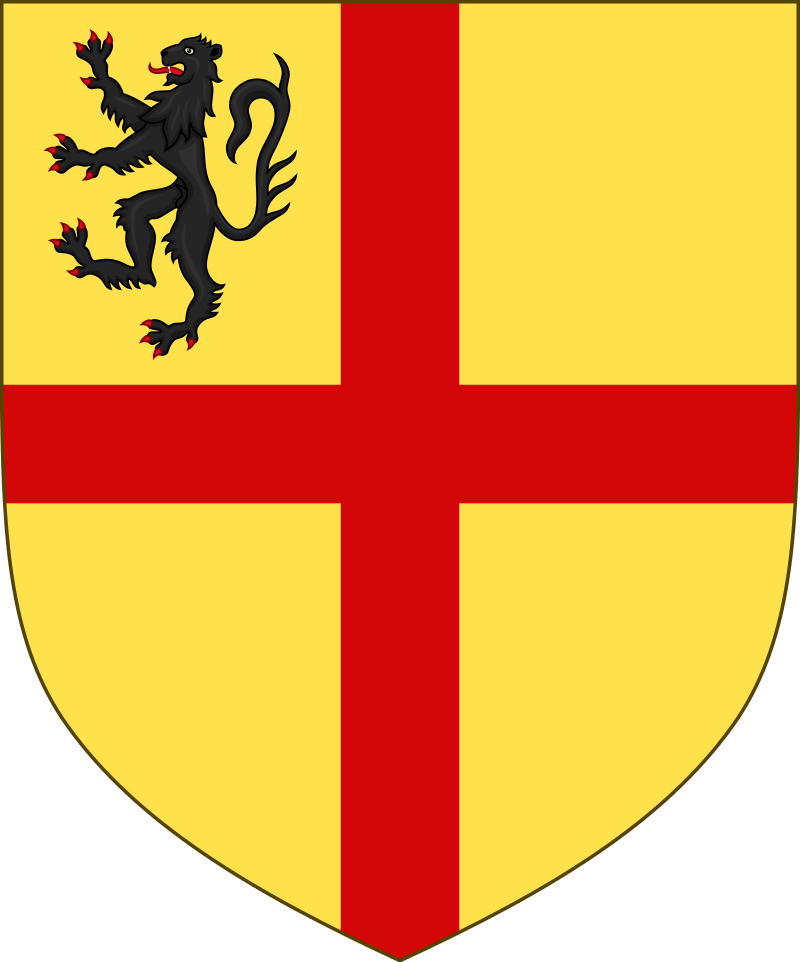
Герб аристократичної династії Берк з Кланрікарда.

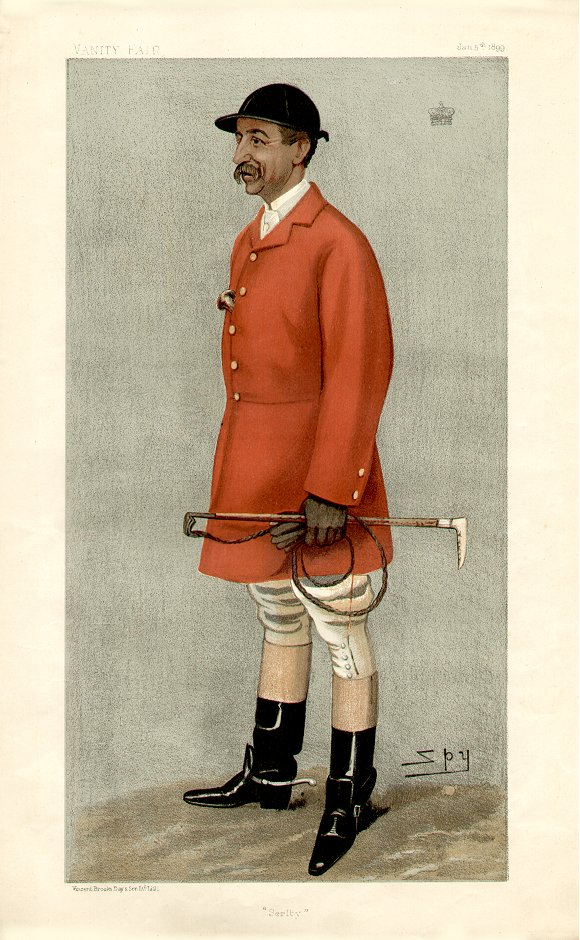
Джордж Монктон-Арунделл – VІІ віконт Ґалвей. Карикатура «Серлбі» з серії «Ярмарка марнославства». Худ. Леслі Ворд.

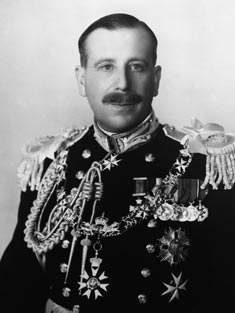
Джордж Монктон-Арунделл – VІІІ віконт Ґалвей.

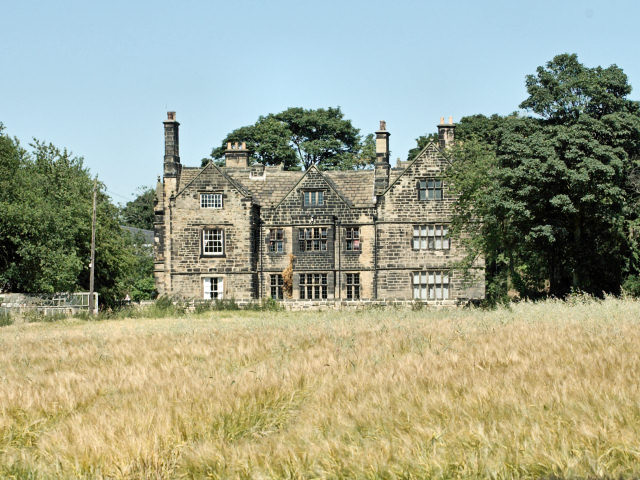
Годройд-Холл біля Брамслі - резиденція Монктонів.

Віконт Ґалвей (англ. - Viscount Galway) – віконт Голвей – аристократичний титул в перстві Ірландії.

## Гасло віконтів Ґалвей
FAMAM EXTENDERE FACTIS – «Поширюю мою славу ділами» (лат.)

## Історія віконтів Ґалвей
Аристократичний титул віконт Ґалвей тричі створювався в перстві Ірландії та один раз в перстві Англії. Вперше титул був створений в перстві Англії в 1628 році для Річарда Берка – IV графа Кланрікард. Одночасно він отримав титул графа Сент-Олбанс. Вдруге цей титул був створений в перстві Ірландії в 1687 році для Уліка Берка. Одночасно він отримав титул Тайекін в перстві Ірландії. Обидва титули зникли після його ранньої смерті в 1691 році. Втретє титул був створений в перстві Ірландії в 1692 році для французького військового та дипломата Анрі де Менсю – маркіза де Рувеньї, що отримав титул барона Портарлінгтон у перстві Ірландії. У 1697 році він отримав титул графа Ґалвей. Обидва титули зникли після його смерті в 1720 році.
Четвертий раз цей титул був створений в перстві Ірландії в 1727 році для Джона Монктона, що в той час він отримав титул барона Кіллард з графства Клер. Він був депутатом Палати громад парламенту Великої Британії і представляв Клітероу та Понтефракт. Належав до партії лібералів (вігів). Він служив генеральним інспектором лісів в Англії та Вельсі. Джон Монктон був старшим сином Роберта Монктона (1659 – 1722) - лорда маєтків Кавіл, поблизу Хаудена, і Ходройд, поблизу Барнслі, Йоркшир. Він був різким противником політики короля Англії Якова II. Роберт Монктон відправився у вигнання до Нідерландів і повернувся з армією вторгнення Вільгельма III під час «Славетної революції» 1688 року. Завдяки цьому встановились міцні родинні зв’язки Монктонів з партією вігів, і Роберт висунувся на виборах в парламент, виграв вибори в окрузі Понтефракт у 1695 році. Представляв Олдборо в парламенті. Дружиною Роберта і матір’ю Джона була Теодосія Фонтейн - дочка і спадкоємиця Джона Фонтейна з Мелтон-он-те-Хілл, Йоркшир. Джон Монктон здобув освіту в Трініті-Холл, Кембридж, куди він поступив у 1713 році. Вибори 1722 року він програв, але отримання титулу дозволило йому мати місце в Палаті лордів. У 1729 році він придбав 77 маєтків у землях Понтефракт - колишній виборчий округ свого батька, за 6000 фунтів стерлінгів у сімей Бленд, Доней, Френк. Це дало йому та серу Вільяму Лоутеру спільний контроль над районом, і вони погодилися висувати по одному кандидату в парламент на наступних виборах. Першою дружиною Монктона була леді Елізабет Меннерс – дочка Джона Меннерса – ІІ герцога Ратленд. Вона померла в 1730 році. У них було двоє синів – Вільям та Роберт. Вдруге він одружився Джейн Вестенра – дочкою Генрі Ворнера Вестенра з Ратлі, графство Квінс (Ірландія) у листопаді 1734 року. Вона пережила його, дожила до 1788 року. У них було троє синів і одна дочка. Один син став священником, другий депутатом парламенту, третій військовим. Дочка стала відомою письменницею.
Титул успадкував його син, що став ІІ віконтом Ґалвей. Він був депутатом парламенту і представляв Понтефракт та Турск. У 1769 році він взяв за дозволом корони додаткове прізвище Арунделл. Титул успадкував його син, що став ІІІ віконтом Ґалвей. Він теж був депутатом парламенту і представляв Понтефракт. Титул успадкував його молодший брат, що став IV віконтом Ґалвей. Він теж був депутатом парламенту і представляв Понтефракт та Йоркшир. Титул успадкував його син, що став V віконтом Ґалвей. Він відмовився від прізвища Арунделл в 1826 році і замість цього отримав дозвіл взяти прізвище Монктон-Арунделл для себе і для нащадків його старшого сина, тоді як молодші гілки могли використовувати тільки прізвище Монктон.
Його син успадкував титул і став VI віконтом Ґалвей. Він був депутатом парламенту від Східного Ретфорда, належав до консервативної партії. Його син став VII віконтом Ґалвей, був депутатом парламенту, представляв Північний Ноттінгемшир в Палаті громад, належав до партії консерваторів, отримав посаду ад’ютанта королеви Вікторії, потім посаду ад’ютанта короля Едварда VII, потім ад’ютанта короля Георга V. У 1887 році він отримав титул барона Монктон із Серблі, що в графстві Ноттінгем в перстві Великої Британії. Це давало йому та його нащадкам автоматично місце в Палаті лордів парламенту Великої Британії. Його син успадкував титул і став VIII віконтом Ґалвей. Він отримав посаду генерал-губернатора Нової Зеландії і обіймав цю посаду в 1935 – 1941 роках.
Титул успадкував його син, що став ІХ віконтом Ґалвей. Після його ранньої смерті в 1971 році, у нього не було спадкоємців чоловічої статі. Його землі успадкувала дочка Шарлотта (її світлість Шарлотта Таунсенд з Мелбарі-Хаус. Титул барона Монктон із Серблі зник. Ірландські титули успадкував його двоюрідний брат, що став Х віконтом Ґалвей. Він був онуком його світлості Едмунда Гамб’єра Монктона – четвертого сина V віконта Ґалвей. Оскільки він належав до молодшої гілки родини, він носив тільки прізвище Монктон. Але він взяв за дозволом корони прізвище Арунделл для себе і своїх нащадків. Після смерті його молодшого брата – ХІ віконта Ґалвей в 1980 році ця лінія родини обірвалась. Титул успадкував його двоюрідний брат, що став ХІІ віконтом Ґалвей. Він народився в Канаді. Титул успадкував його єдиний син, що став ХІІІ віконтом Ґалвей. Він є правнуком Мармад’юка Джона Монктона – третього сина ясновельможного Едмунда Гамб’єра Монктона – четвертого сина V віконта Ґалвей. Лорд Ґалвей нині живе в Канаді, він представляв Канаду як спортсмен-весляр на літніх Олімпійських іграх 1984 року.
Архіви віконтів Ґалвей зберігаються в Спеціальній колекції рукописів Ноттінгемського університету.
Родинним гніздом віконтів Ґалвей був Серблі-Холл, що Бассетлоу, графство Ноттінгемшир.

## Віконти Ґалвей (1628)
- Річард Берк (пом. 1635) – І віконт Ґалвей, IV граф Кланрікард, І граф Сент-Албанс

## Віконти Ґалвей (1687)
- Улік Берк (1670 – 1691) – І віконт Ґалвей

## Віконти Ґалвей (1692)
- Анрі де Масю (1648 – 1720) – маркіз де Рувіньї, І віконт Ґалвей

## Віконти Ґалвей (1727)
- Джон Монктон (1695 – 1751) – І віконт Ґалвей
- Вільям Монктон-Арунделл (пом. 1772) – ІІ віконт Ґалвей
- Генрі Вільям Монктон-Арунделл (1749 – 1774) – ІІІ віконт Ґалвей
- Роберт Монктон-Арунделл (1752–1810) – IV віконт Ґалвей
- Вільям Джордж Монктон-Арунделл (1782 – 1834), 5-й віконт Голвей
- Джордж Едвард Арунделл Монктон-Арунделл (1805 – 1876) – VI віконт Ґалвей
- Джордж Едмунд Мілнс Монктон-Арунделл (1844 – 1931) – VII віконт Ґалвей
- Джордж Вер Арундел Монктон-Арунделл (1882 – 1943) – VIII віконт Ґалвей
- Саймон Джордж Роберт Монктон-Арунделл (1929 – 1971) – IX віконт ҐаҐалвей
- Вільям Арунделл Монктон-Арунделл (1894 – 1977) – X віконт Ґалвей
- Едмунд Севіл Монктон-Арунделл (1900 – 1980) – XI віконт Ґалвей
- Джордж Руперт Монктон-Арунделл (1922 – 2017) – XII віконт Ґалвей
- Джон Філіп Монктон-Арунделл (1952 р. н.) – XIII віконт Ґалвей

Імовірним спадкоємцем титулу є Алан Стобарт Монктон (1934 р. н.) - пра-пра-правнук І  віконта Ґалвей. Його спадкоємцем є його син Пірс Аластер Карлос Монктон (1962 р. н.). Його спадкоємцем є його син Олівер Джордж Карлос Монктон (1993 р. н.).